# 科亞伊馬
科亞伊馬是哥倫比亞的城鎮，位於該國西部，由托利馬省負責管轄，距離首府伊瓦格114公里，始建於1608年，面積664平方公里，海拔高度392米，2005年人口27,733。
3°50′N 75°05′W / 3.833°N 75.083°W